# Momblona
Momblona es un municipio y localidad española de la provincia de Soria, en la comunidad autónoma de Castilla y León. El término municipal, ubicado en la comarca de Almazán, tiene una población de 18 habitantes (INE 2024).

## Geografía
El municipio tiene un área de 22,91 km². Pertenece al partido judicial de Almazán y a la comarca de Almazán.

## Historia
A la caída del Antiguo Régimen la localidad se constituye en municipio constitucional en la región de Castilla la Vieja, partido de Almazán, que en el censo de 1842 contaba con 72 hogares y 288 vecinos. A mediados del siglo XIX, el lugar contaba con unas 73 casas. La localidad aparece descrita en el undécimo volumen del Diccionario geográfico-estadístico-histórico de España y sus posesiones de Ultramar de Pascual Madoz de la siguiente manera:

MOMBLONA: l. con ayunt. en la prov. de Soria (7 leg.), part. jud. de Almazan (3), aud. terr. y c. g. de Burgos (29), dióc. de Sigüenza (9): sit. en llano con libre ventilacion y clima sano; tiene 73 casas; la consistorial con cárcel; escuela de instruccion primaria á cargo de un maestro, sacristan y secretario de ayunt., dotado con 35 fan. de trigo y 160 rs.; dos fuentes de buenas aguas; una igl. parr. (La Asuncion de Ntra. Sra.). term. confina con los de Majan, Alentisque, Moron y Soliedra; dentro de él se encuentra una fuente de buenas aguas. El terreno llano en su mayor parte, es de buena calidad, le baña el r. Moron, que brota dentro de la jurisd.; hay dos buenos montes, uno de roble y encina y otro de solo roble. caminos: los locales, y el que desde Almazan conduce á Aragon. correo. se recibe y despacha en la adm. de la cab. del part., por un balijero que pagan varios pueblos. prod.: trigo puro, comun, centeno, cebada, avena, patatas, legumbres, hortalizas, leñas de combustible y carboneo y buenos pastos con los que se mantiene ganado lanar, mular, yeguar, vacuno y de cerda; hay caza de perdices, conejos, liebres y algun venado. ind.: la agrícola, un telar de lienzos ordinarios V un molino harinero. comercio: esportacion del sobrante de frutos, algun ganado y lana, é importacion de los artículos que faltan. pobl.: 72 vec., 288 almas. cap. imp.: 46,188 rs. 16 mrs. El presupuesto municipal 1,000 rs., se cubre con los fondos de propios y arbitrios y reparto vecinal.
(Madoz, 1848, p. 474)

## Demografía
Cuenta con una población de 18 habitantes (INE 2024).
| Gráfica de evolución demográfica de Momblona entre 1842 y 2021                                                        |
| |
| Población de derecho según los censos de población del INE. Población de hecho según los censos de población del INE. |